# Bornum (Zerbst/Anhalt)
Bornum è una frazione (Ortsteil) della città tedesca di Zerbst/Anhalt, nel Land della Sassonia-Anhalt.

## Storia
Fino al 31 dicembre 2009 ha costituito un comune autonomo.

### Simboli
La sbarra ondata simboleggia il corso del fiume Nuthe; la ruota rappresenta gli antichi mulini ad acqua che erano presenti nelle quattro le frazioni del comune; la foglia ricorda i viali di tiglio della località.
Lo stemma è stato approvato dal consiglio regionale di Dessau il 4 luglio 1994 e registrato nell'archivio di stato della Sassonia-Anhalt con il numero 34/1994.